# Eishockeyhelm

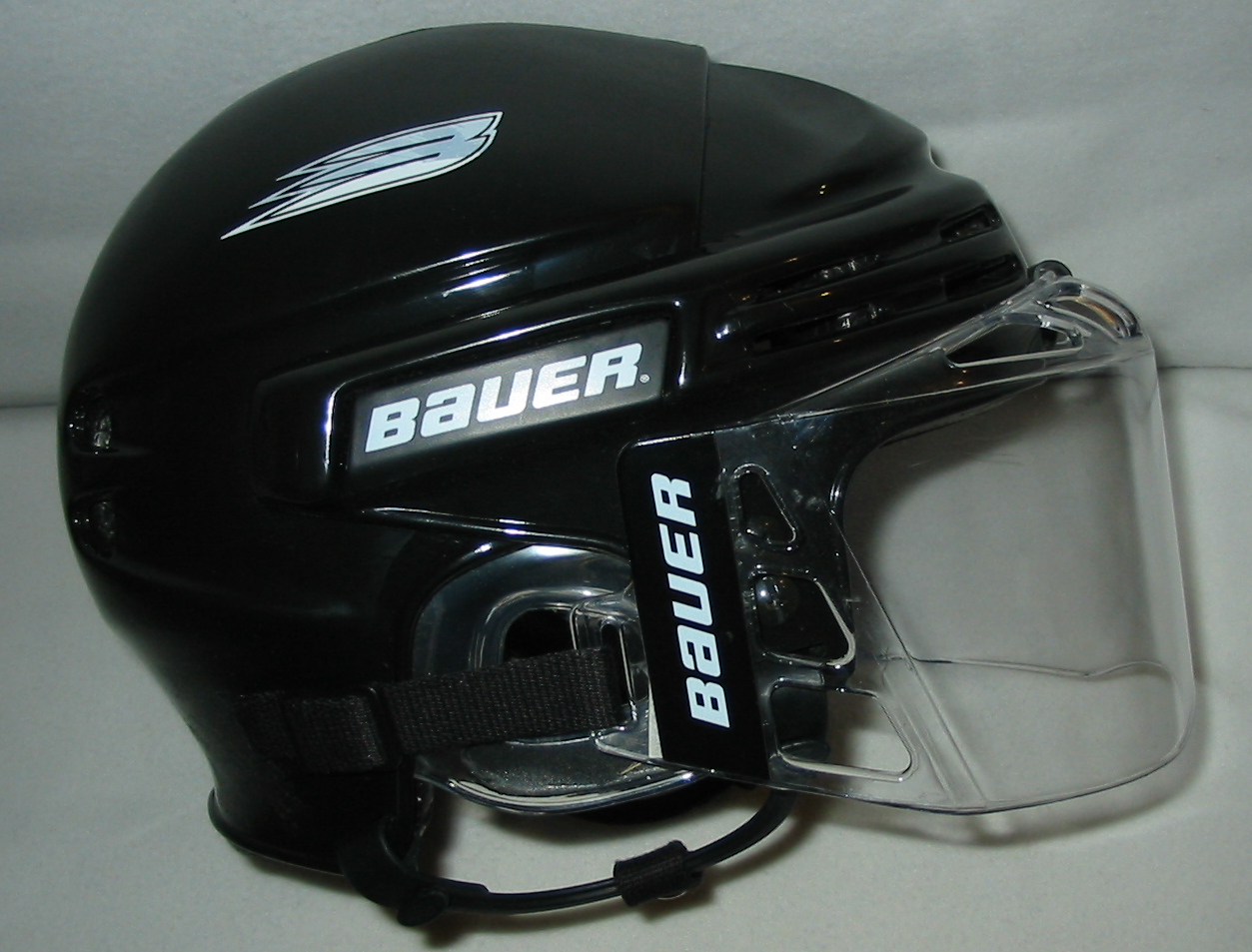
Helm mit Visier (Halbschutz)

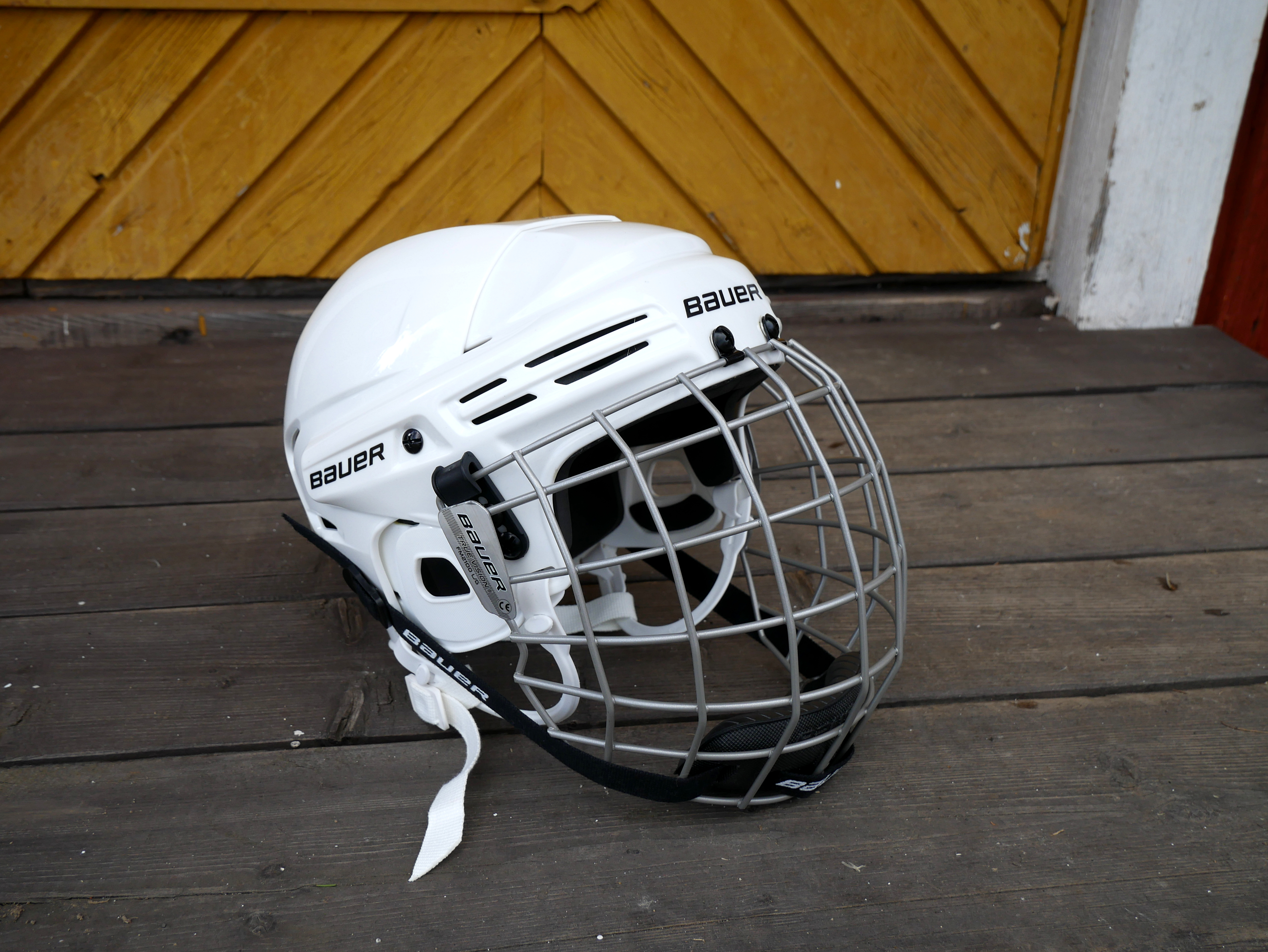
Helm mit Gitter (Vollschutz)

Ein Eishockeyhelm ist ein Helm, der zum Schutz vor Verletzungen Bestandteil der Schutzausrüstung beim Eishockey und Inlinehockey ist. Er besteht aus sehr stabilen Materialien. Die Helmschale besteht aus ABS-Kunststoff und ist in der Länge größenverstellbar, innen gibt es eine mehrteilige Polsterung aus Hartschaum.
Mit Schrauben fixiert wird als Gesichtsschutz ein Gitter oder ein Visier. Im Nachwuchs- und Frauenbereich ist das Gitter Pflicht, im Herrenbereich fakultativ. Das Visier bietet besserer Sichteigenschaften, neigt aber auch zum Beschlagen, so dass Antibeschlagmittel notwendig sind. Es gibt auch Kombinationen aus Visier und Gitter. Das Tragen von einem Gitter führt auch zu einem geringeren Risiko für Gehirnerschütterungen und schließt Zahnverletzung nahezu gänzlich aus. Wenig schützen kann der Helm vor den Folgen einer mangelnden Antizipation des Spielers, beispielsweise durch gesenkten Kopf.
Üblicherweise haben Eishockeyhelme eine Maximalnutzzeit von etwa 10 Jahren. Die Anforderungen sind auch in verschiedenen europäischen und amerikanischen Normen festgehalten, wie z. B. EN ISO 10256:2003 („Kopf- und Gesichtsschutz“).
Eishockeyhelme gibt es seit den späten 1920er Jahren, sie wurden jedoch in den USA erst 1979 Pflicht.
Nicht zu verwechseln ist der Eishockeyhelm mit der Torwartmaske.